# Saint-Martin-sur-Nohain
Pour les articles homonymes, voir Saint-Martin.
Saint-Martin-sur-Nohain est une commune française située dans le département de la Nièvre, en région Bourgogne-Franche-Comté.

## Géographie
Située dans la vallée du Nohain, Saint-Martin-sur-Nohain est une commune à vocation agricole (polyculture et vigne). En dehors du bourg de Saint-Martin, la population se répartit entre cinq hameaux principaux (Villiers, Villardeau, Paillot, Moussard, les Breuillards) et une dizaine d'écarts ou de fermes isolées.

### Climat
Pour des articles plus généraux, voir Climat de la Bourgogne-Franche-Comté et Climat de la Nièvre.
En 2010, le climat de la commune est de type climat océanique dégradé des plaines du Centre et du Nord, selon une étude du Centre national de la recherche scientifique s'appuyant sur une série de données couvrant la période 1971-2000. En 2020, Météo-France publie une typologie des climats de la France métropolitaine dans laquelle la commune est exposée à un climat océanique altéré et est dans la région climatique  Centre et contreforts nord du Massif Central, caractérisée par un air sec en été et un bon ensoleillement. 
Pour la période 1971-2000, la température annuelle moyenne est de 10,7 °C, avec une amplitude thermique annuelle de 15,5 °C. Le cumul annuel moyen de précipitations est de 748 mm, avec 11,4 jours de précipitations en janvier et 7,5 jours en juillet. Pour la période 1991-2020, la température moyenne annuelle observée sur la station météorologique de Météo-France la plus proche, « Léré », sur la commune de Léré à 15 km à vol d'oiseau, est de 11,6 °C et le cumul annuel moyen de précipitations est de 710,5 mm. 
La température maximale relevée sur cette station est de 41,9 °C, atteinte le 25 juillet 2019 ; la température minimale est de −13,3 °C, atteinte le 9 février 2012,,. 
Les paramètres climatiques de la commune ont été estimés pour le milieu du siècle (2041-2070) selon différents scénarios d'émission de gaz à effet de serre à partir des nouvelles projections climatiques de référence DRIAS-2020. Ils sont consultables sur un site dédié publié par Météo-France en novembre 2022.

## Urbanisme

### Typologie
Au 1er janvier 2024, Saint-Martin-sur-Nohain est catégorisée commune rurale à habitat dispersé, selon la nouvelle grille communale de densité à sept niveaux définie par l'Insee en 2022.
Elle est située hors unité urbaine. Par ailleurs la commune fait partie de l'aire d'attraction de Cosne-Cours-sur-Loire, dont elle est une commune de la couronne,. Cette aire, qui regroupe 30 communes, est catégorisée dans les aires de moins de 50 000 habitants,.

### Occupation des sols
L'occupation des sols de la commune, telle qu'elle ressort de la base de données européenne d’occupation biophysique des sols Corine Land Cover (CLC), est marquée par l'importance des territoires agricoles (91,7 % en 2018), une proportion sensiblement équivalente à celle de 1990 (91,6 %). La répartition détaillée en 2018 est la suivante : terres arables (83,7 %), forêts (8,3 %), zones agricoles hétérogènes (4,1 %), cultures permanentes (2,3 %), prairies (1,7 %). L'évolution de l’occupation des sols de la commune et de ses infrastructures peut être observée sur les différentes représentations cartographiques du territoire : la carte de Cassini (XVIIIe siècle), la carte d'état-major (1820-1866) et les cartes ou photos aériennes de l'IGN pour la période actuelle (1950 à aujourd'hui).

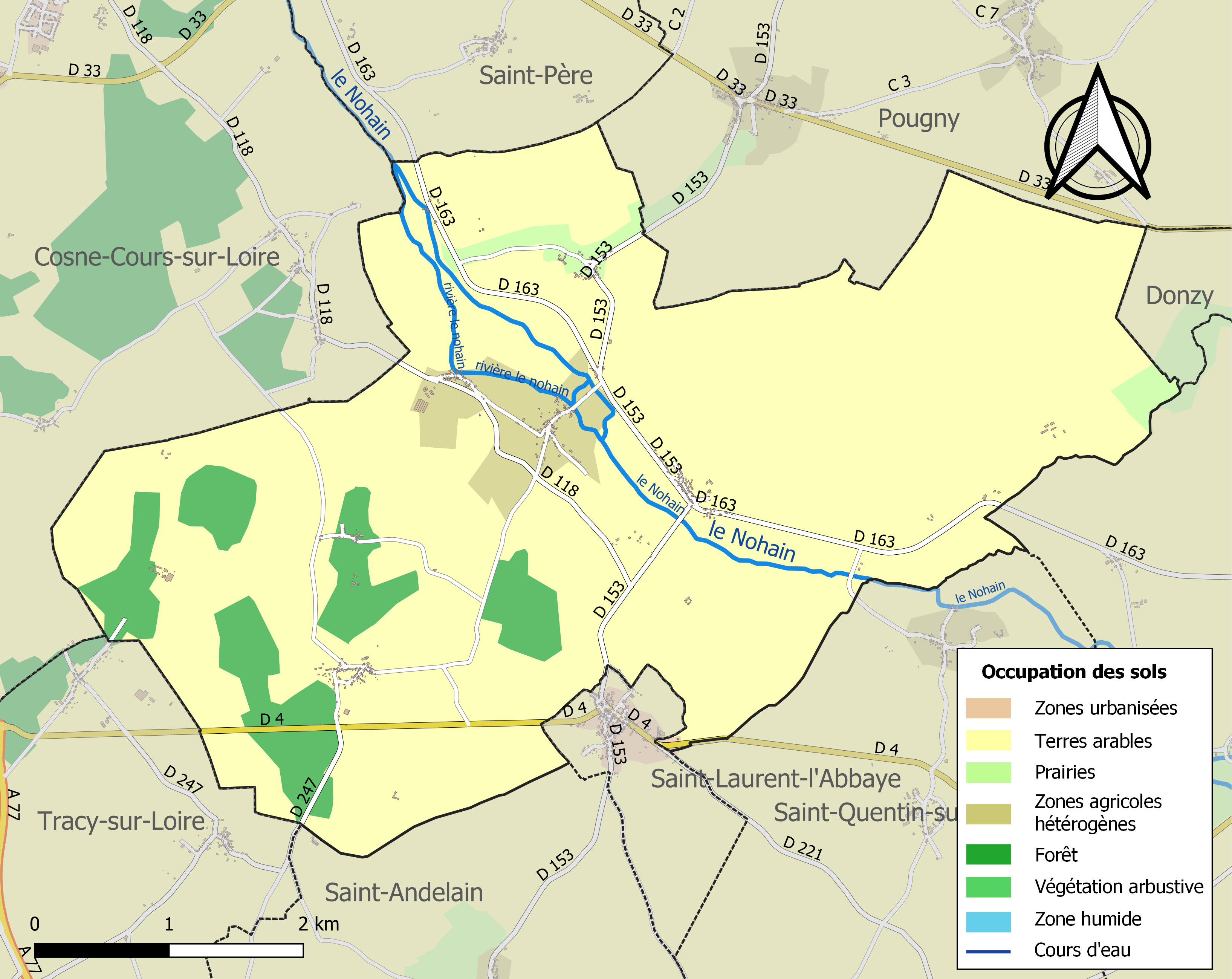
Carte des infrastructures et de l'occupation des sols de la commune en 2018 (CLC).

## Histoire
L'ancienne paroisse, dont la création remonte aux environs de 1100, s'appelait Saint-Martin-du-Tronsec. Mais à la fin du XIXe siècle, le chef-lieu de la commune fut transféré au hameau de Nohain, choisi pour sa position plus centrale. Après la mairie et les écoles, ce fut au tour de l'église d'être démontée et reconstruite à son nouvel emplacement. Par décret officiel du 1er novembre 1903, la commune prit le nom de Saint-Martin-sur-Nohain.

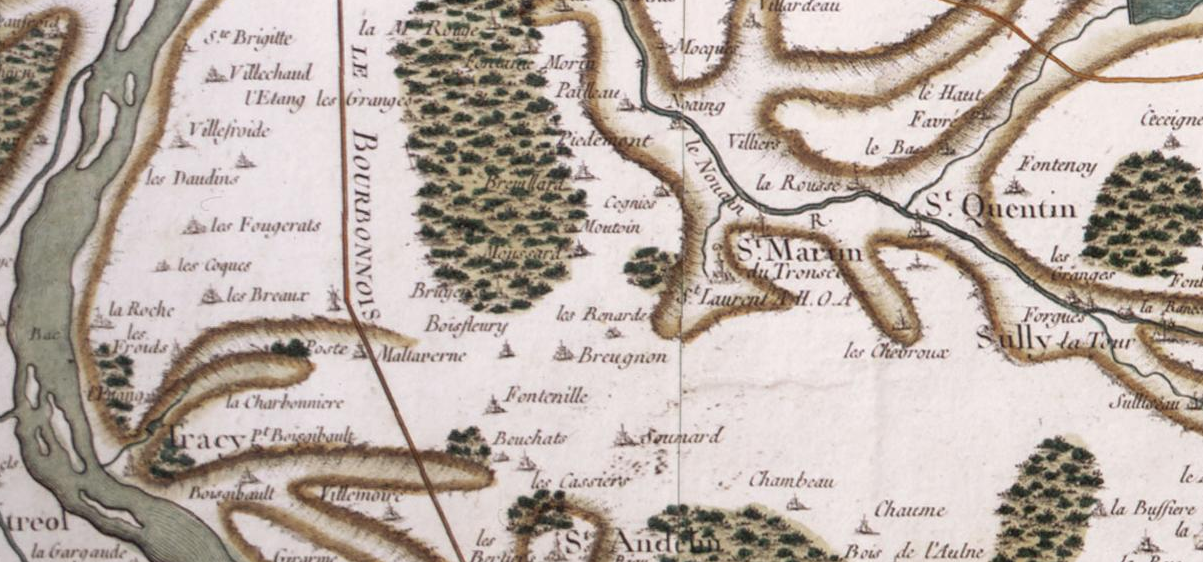
Saint-Martin-du-Tronsec sur la carte de Cassini (1759).

Au XVIIIe siècle on peut aussi lire le nom de Saint-Martin-du-Tronchet.

## Légende
Au IXe siècle, pour fuir les invasions normandes, les reliques de saint Martin de Tours furent transportées de Tours à Auxerre. Au cours de cette translation - ou, selon d'autres sources, lors du retour de ces reliques, quelques années plus tard - les pèlerins chargés de leur précieux fardeau suivaient la vallée du Nohain lorsque, par une nuit d'orage, ils durent demander l'hospitalité à l'abbaye de Saint-Laurent. Mais comme on guerroyait aux environs, les moines, craignant sans doute un guet-apens, refusèrent d'ouvrir leur porte. Le Nohain étant en crue, il fallut gravir la côte voisine et abriter les reliques dans le tronc d'un vieil orme sec. La nuit se passa en prières, et le lendemain matin, l'arbre était couvert de feuilles verdoyantes. En souvenir de ce miracle, on bâtit à cet endroit une chapelle, puis une église. Telle est, d'après la légende, l'origine du village de Saint-Martin-du-Tronsec.

## Politique et administration
| Période | Période  | Identité                                | Étiquette | Qualité              |
| ------- | -------- | --------------------------------------- | --------- | -------------------- |
| 2020    | En cours | Nadège Coquillat                        |           | Retraitée            |
| 1995    | 2020     | François Vannier                        |           | Fleuriste            |
| 1989    | 1995     | Raymond Turpin                          |           | Agriculteur          |
| 1965    | 1989     | Hervé Delaporte                         |           | Agriculteur          |
| 1939    | 1965     | Abel Turpin                             |           | Agriculteur          |
| 1908    | 1938     | Louis Brochat                           |           |                      |
| 1900    | 1908     | Jean Violette                           |           |                      |
| 1888    | 1900     | Louis Alphonse Voille de Villarnou      |           | Propriétaire et juge |
| 1886    | 1888     | Victor Lecourieux                       |           | Cultivateur          |
| 1881    | 1886     | Victor Reverdy                          |           |                      |
| 1878    | 1880     | Ernest Buchet-Desforges                 |           |                      |
| 1871    | 1878     | Amand Bouchié                           |           | Propriétaire         |
| 1855    | 1871     | Pierre André Louis Charlot              |           | Notaire              |
| 1848    | 1855     | Edme Casimir Bossuat                    |           | Meunier              |
| 1846    | 1847     | François Coulbouée                      |           | Propriétaire         |
| 1839    | 1846     | Louis Jean-Baptiste Voille de Villarnou |           | Propriétaire         |
| 1829    | 1839     | André Bossuat                           |           | Meunier              |
| 1821    | 1829     | Edme Bouchié                            |           |                      |
| 1800    | 1821     | Honoré Narjot                           |           | Laboureur            |

## Démographie
L'évolution du nombre d'habitants est connue à travers les recensements de la population effectués dans la commune depuis 1793. Pour les communes de moins de 10 000 habitants, une enquête de recensement portant sur toute la population est réalisée tous les cinq ans, les populations de référence des années intermédiaires étant quant à elles estimées par interpolation ou extrapolation. Pour la commune, le premier recensement exhaustif entrant dans le cadre du nouveau dispositif a été réalisé en 2005.

En 2022, la commune comptait 377 habitants, en évolution de +1,07 % par rapport à 2016 (Nièvre : −3,28 %, France hors Mayotte : +2,11 %).
| 1793 | 1800 | 1806 | 1821 | 1831 | 1836 | 1841 | 1846 | 1851 |
| ---- | ---- | ---- | ---- | ---- | ---- | ---- | ---- | ---- |
| 571  | 563  | 631  | 623  | 669  | 722  | 715  | 750  | 783  |

| 1856 | 1861 | 1866 | 1872 | 1876 | 1881 | 1886 | 1891 | 1896 |
| ---- | ---- | ---- | ---- | ---- | ---- | ---- | ---- | ---- |
| 791  | 825  | 790  | 764  | 769  | 770  | 767  | 811  | 772  |

| 1901 | 1906 | 1911 | 1921 | 1926 | 1931 | 1936 | 1946 | 1954 |
| ---- | ---- | ---- | ---- | ---- | ---- | ---- | ---- | ---- |
| 700  | 730  | 648  | 600  | 535  | 503  | 458  | 430  | 392  |

| 1962 | 1968 | 1975 | 1982 | 1990 | 1999 | 2005 | 2006 | 2010 |
| ---- | ---- | ---- | ---- | ---- | ---- | ---- | ---- | ---- |
| 373  | 396  | 356  | 367  | 358  | 370  | 394  | 396  | 395  |

| 2015 | 2020 | 2022 | - | - | - | - | - | - |
| ---- | ---- | ---- | - | - | - | - | - | - |
| 376  | 378  | 377  | - | - | - | - | - | - |

## Culture locale et patrimoine

### Lieux et monuments
Le château de Mocques, demeure seigneuriale du XVe siècle, reconstruit au XVIIe siècle, fut au XIXe siècle la propriété de la famille Baucheron de Boissoudy. En 2007, il fait l'objet d'importants travaux de restauration. En face du château se trouve le moulin de Mocques qui faisait partie du grand domaine appartenant à l'abbaye de Saint-Laurent.
Le manoir du Petit Favray, construit sous le règne d'Henri IV.
Des trois moulins créés sur le Nohain par les moines de l'abbaye Saint-Laurent-lès-Cosne, le moulin de Paillot fut le dernier à fonctionner (son activité prit fin en 1996).
L'abri sous roche des « caves de Favray », situé sur la rive droite du Fontbout (affluent du Nohain), possède un intérêt géologique.

### Personnalités liées à la commune
Deux médiévistes réputés, le philologue Robert Bossuat (1888-1968), membre de l'Institut, et son frère l'historien André Bossuat (1892-1967), sont issus d'une famille de meuniers installés depuis le début du XIXe siècle dans les trois moulins de la commune ; deux membres de cette famille ont été maires de la commune.